# Tom Stubbe
Tom Stubbe (ur. 26 maja 1981) – belgijski kolarz szosowy. W sezonie 2008 startujący w barwach zespołu La Française des Jeux.